# Ель-Хардж
Ель-Хардж (араб. الخرج) — місто в центральній частині Саудівської Аравії, у складі однойменної мухафази, за 77 км на південь від Ер-Ріяду. Транспортне сполучення Ель-Харджа зі столицею держави, а також з Ед-Даммамом здійснюється за допомогою залізниці. D число міських визначних пам'яток входять старовинні колодязі, палац Абдул-Азіза і мечеть. На території Ель-Харджа розташована авіабаза «Принц Султан» Королівських ВПС Саудівської Аравії, де на постійному базуванні знаходиться велика кількість всепогодних винищувачів четвертого покоління Макдоннел-Дуглас F-15 «Ігл».
У період війни в Перській затоці в Ель-Хардж були розквартировані підрозділи Міжнародної коаліції ООН.